# Xaliq Mərdanov
Xaliq Mərdanov (31 marzo 1971) è un ex calciatore azero, di ruolo centrocampista.

## Carriera

### Club
Dopo aver giocato nella terza serie del campionato sovietico, gioca col Terek Grozny nella seconda serie del neonato campionato russo per chiudere la carriera giocando diversi anni nella massima serie azera.

### Nazionale
Debutta nel 1994 con la nazionale azera, giocando 6 partite fino al 2001.

## Palmarès

### Club

#### Competizioni nazionali
- Coppa dell'Azerbaigian: 1

Kəpəz: 1996-1997